# Station Ociąż
Station Ociąż is een spoorwegstation in de Poolse plaats Ociąż.